# Циркуляція векторного поля
Циркуля́ція ве́кторного по́ля — криволінійний інтеграл по замкнутому контуру
{\displaystyle \oint _{\Gamma }\mathbf {F} \cdot d\mathbf {l} =\oint _{\Gamma }F_{x}dx+F_{y}dy+F_{z}dz}.
де {\displaystyle \mathbf {F} } — векторне поле.
Циркуляція потенціального поля дорівнює нулю.

## Фізична інтерпретація
Якщо F — деяке силове поле, тоді циркуляція цього поля по деякому довільному контуру Γ є роботою цього поля при переміщенні точки уздовж контуру Г. Звідси безпосередньо слідує критерій потенціальності поля: поле є потенціальним, коли циркуляція його по довільному замкнутому контуру є нуль. Або ж, як випливає з формули Стокса, в будь-якій точці області D ротор цього поля є нуль.
{\displaystyle \forall \Gamma \subset D:\oint \limits _{\Gamma }{\mathbf {F} (\mathbf {r} )d\mathbf {l} }=0\Leftrightarrow \forall \mathbf {r} \in D:\operatorname {rot} \mathbf {F} (\mathbf {r} )=\mathbf {0} }